# Kabinet-Soesanto
Het kabinet-Soesanto was een Indonesisch kabinet direct na de Indonesische Onafhankelijkheidsoorlog. Het was een kabinet van de Republiek Indonesië in de periode dat het een deelstaat was van de Verenigde Staten van Indonesië (VSI). Het kabinet staat ook bekend als kabinet peralihan (overgangskabinet).
De uitkomst van de Nederlands-Indonesische rondetafelconferentie van 1949 was dat de soevereiniteit over de Indonesische archipel werd overgedragen aan de VSI, bestaande uit meerdere deelstaten. Verreweg de belangrijkste deelstaat was de Republiek Indonesië. Soekarno werd president van de VSI en Mohammed Hatta vormde het kabinet van de VSI. De waarnemend president van de Republiek Indonesië werd Assaat en het kabinet-Soesanto werd het eerste (tijdelijke) kabinet van deze republiek als deelstaat. Al na een maand werd het kabinet ontbonden en vervangen door het 'permanente' kabinet-Halim.

## Samenstelling
Met maar zeven ministers is dit het kleinste kabinet uit de Indonesische geschiedenis. Alle ministers in het kabinet-Soesanto zaten ook in het voorgaande kabinet-Hatta II. Logischerwijs had het kabinet-Soesanto geen minister van buitenlandse zaken, omdat dit nu de verantwoordelijkheid was van de VSI. Ook waren er geen ministers voor transport, openbare werken en gezondheid, en geen ministers van staat.
| Nr. | Ministerspost                         | Minister | Minister                 | Partij   |
| --- | ------------------------------------- | -------- | ------------------------ | -------- |
| 1   | Minister-President (plaatsvervangend) |          | Soesanto Tirtoprodjo     | PNI      |
| 2   | Binnenlandse Zaken                    |          | Soesanto Tirtoprodjo     | PNI      |
| 3   | Justitie                              |          | Soesanto Tirtoprodjo     | PNI      |
| 4   | Informatie                            |          | Sjamsoeddin              | Masjoemi |
| 5   | Financiën                             |          | Lukman Hakim             | PNI      |
| 6   | Volksvoedselvoorraad (landbouw)       |          | I.J. Kasimo              | PK       |
| 7   | Welvaart (handel en industrie)        |          | I.J. Kasimo              | PK       |
| 8   | Arbeid en Sociale Zaken               |          | Rahendro Kusnan          |          |
| 9   | Onderwijs en Cultuur                  |          | Ki Sarmidi Mangunsarkoro | PNI      |
| 10  | Godsdienst                            |          | Masjkur                  | Masjoemi |